# Susana Dans

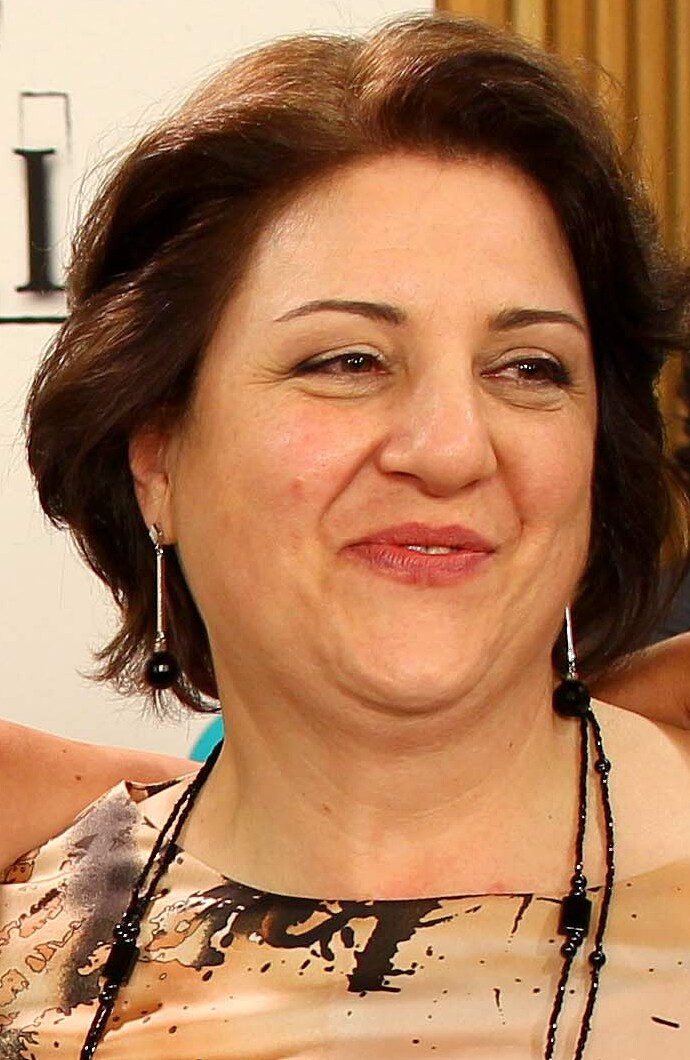
Susana Dans

Susana Dans es una actriz española nacida en La Coruña en 1965, conocida especialmente en Galicia por su papel en la serie de TVG Pratos combinados, a la que se incorporó tras la marcha de Mabel Rivera para cubrir el hueco dejado por la actriz.
Al margen de este trabajo cabe destacar su trayectoria teatral, entre la que destaca la obra O ano da cometa, con la que obtuvo en 2005 el premio de teatro María Casares a la mejor actriz secundaria, que ya había ganado previamente en 2002 con el montaje Rosalía o Mulleres, con el que fue merecedora del Premio de Interpretación Teatral Maruxa Villanueva en 2003.
En cine trabajó en los largometrajes Divinas palabras (1987), de José Luis García Sánchez, Martes de Carnaval (1991), de Fernando Bauluz y Pedro Carvajal, y Blanca Madison (1998) de Carlos Amil, así como en el cortometraje Cabeza de boi (1996), de José Carlos Soler.